# Salvador Mas
Salvador Mas i Conde (nacido en Barcelona, el 27 de febrero de 1951) es un director de orquesta español.

## Biografía
Inicia sus estudios musicales a los ocho años edad en la célebre Escolanía de Montserrat, donde permanece hasta los catorce años, cuando se traslada al Conservatori Superior de Música de Barcelona, entidad en la que concluyó su formación en 1974. Posteriormente, se instala en Viena, donde estudia dirección de orquesta y coro con los maestros Hans Swarowsky y Günther Theuring, terminando en 1977 con las más altas calificaciones. Prosiguió su formación en la ciudad de Salzburgo (Austria), en esta ocasión de la mano de Bruno Maderna y, más tarde, se perfecciona en Siena (Italia) con Franco Ferrara.
Mas dio comienzo a su carrera profesional como director en 1977, cuando asume brevemente el liderazgo de la Ópera de Maguncia. Al año siguiente, ocupa el puesto de director titular de la Orquesta Ciudad de Barcelona, formación al frente de la cual se situó durante tres años. Ya en el año 1983, es designado director del Orfeón Catalán, cargo que ocupó durante dos años.
Desde entonces, su carrera le ha llevado a dirigir las orquestas más importantes de España, así como de distintos países europeos, asiáticos y americanos. Además, ha ostentado la titularidad de formaciones tan prestigiosas como la Orquesta Filarmónica de Würtemberg, entre 1985 y 1991, de la Orquesta Sinfónica de Limburg, desde 1988, de la Orquesta Sinfónica y Coro del Musikverein de Düsseldorf, desde 1993, así como de la Orquesta de Cámara de Israel. Durante diez años, fue asimismo principal director invitado de la Orquesta Ciudad de Granada, hasta que en mayo de 2008 fue nombrado director titular, sucediendo a Jean-Jacques Kantorow. En 2012, fue sucedido por el maestro italiano Andrea Marcon al frente de dicha formación.
En el campo de la enseñanza, cabe destacar que Mas fue profesor de Dirección de orquesta en el Conservatori Superior de Música de Barcelona y, actualmente (y desde 1999), ejerce la docencia de esta materia también en los Wiener Meisterkurse, sucediendo al maestro Hans Swarowsky. Asimismo, fue el director de la Escola Superior de Música de Catalunya (ESMUC) entre 2005 y 2008.